# OceanCare
OceanCare ist eine politisch unabhängige, steuerbefreite Non-Profit-Organisation mit Sitz in Wädenswil, Kanton Zürich, Schweiz, die sich seit 1989 für den Schutz von Meeressäugern und deren Lebensraum einsetzt. Mit Forschungs- und Schutzprojekten, Kampagnen, Umweltbildung sowie dem Einsatz in internationalen Gremien unternimmt die Organisation weltweit konkrete Schritte zur Verbesserung der Lebensbedingungen in den Ozeanen. Seit 2011 ist OceanCare UN-Sonderberaterin für Fragen im Meeresschutz.
Der Verein versucht, Meerestiere vor Unterwasserlärm zu schützen, verursacht z. B. durch menschliche Aktivitäten auf der Suche nach Ressourcen, Militärsonare oder Schiffsschrauben. OceanCare machte den Unterwasserlärm für die Vereinten Nationen zum Thema. Die Meeresschutzorganisation organisiert Strandreinigungen und unterstützt Tierretter weltweit. Diese befreien Meerestiere, die sich in Plastikmüll, Fischerleinen oder alten Netzen verfangen haben. OceanCare fordert mit Umweltkampagnen u. a. hinsichtlich Fischkonsum und Plastik zu verantwortungsbewusstem Handeln auf. Als Fachstelle für Meeresschutz kooperiert OceanCare mit den Medien und unterstützt die Reisebranche im Bereich der Nachhaltigkeit. Des Weiteren setzt sich der Verein für die Durchsetzung des Walfangverbots ein und klärt über die Vergiftung des Walfleischs sowie über entsprechende Gesundheitsrisiken für die Konsumenten auf. An der Internationalen Walfangkonferenz (IWC) vertritt OceanCare seit 1992 die Interessen der Wale. 
Der Verein finanziert sich aus Spenden, die steuerbefreit sind, und zählt auf rund 25'000 Unterstützer. Vier Mal jährlich publiziert OceanCare das Spenden-Mailing Fokus und zwei Mal jährlich das Magazin «Wissen».

## Zielsetzung
Der Verein setzt sich mit Forschungs- und Schutzprojekten, Kampagnen, Umweltbildung sowie dem Einsatz in internationalen Gremien zur Verbesserung der Lebensbedingungen in den Weltmeeren ein.
Insbesondere der Schutz von Delfinen, Eisbären, Robben, Seekühen und Walen sowie Themen wie Delfintherapie, Delfinarien, Meeresschutzgebiete, Plastikmüll in den Ozeanen, Unterwasserlärm sowie Überfischung bilden Themenbereiche von OceanCare.

## Geschichte
Der Verein OceanCare wurde 1989 von Sigrid Lüber gegründet, dem sie seit 1993 als Präsidentin vorsteht.
Den Bau eines Delphinariums in Martigny, Schweiz, und Scharm asch-Schaich konnte man 1989 erfolgreich verhindern. In Japan gingen 2000 Walfleischkäufe zurück, nachdem der Verein Studien zur Belastung des Fleisches veröffentlicht hat. Auf den Rat des Vereins klassifizierte die UNO 2005 den Unterwasserlärm als eine der fünf grössten Gefahren für Meeressäuger und fordert dringend Regulierungsmassnahmen. Mexiko verbot 2006 den Handel mit Delphinen, nachdem der Verein mit Partnern einen illegalen Delphin-Import ans Licht gebracht hat. Der Verein blockierte 2007 ein Sonar-Manöver der US-Navy vor Hawaiis Küsten. Auf Betreiben des Vereins und Partnerorganisationen verbot die EU 2009 den Handel mit kanadischen Robbenprodukten. Der Verein erlangte bei der UNO 2011 den Sonderberaterstatus für Fragen im Meeresschutz. Der Verein beteiligte sich 2012 an internationalen Protesten gegen die Wiederaufnahme des Walfanges in Südkorea. Daraufhin widerrief die Regierung ihre Absichten. Mit der Kampagne Silent Oceans bewegte der Verein die spanische Regierung 2014 dazu, einer Ölsuche vor Ibiza die Erlaubnis zu verweigern. Über 200.000 Menschen haben online protestiert. Ebenfalls im gleichen Jahr brachte der Verein mit Partnerorganisationen den japanischen Zooverband dazu, die Jagd auf Delphinmütter und ihrer Jungen zu verbieten. Mit Partnern erreichte man 2015 ein vollständiges Verbot von Treibnetzen in EU-Gewässern. OceanCare wurde 2016 Partnerorganisation des Abkommens für wandernde, wild lebende Tierarten (CMS/Bonner Konvention) und der Fischerei-Kommission für das Mittelmeer (GFCM), eines regionalen Abkommens der Welternährungsorganisation.

## Zusammenarbeit
Zu den zahlreichen Partnerorganisationen gehören unter anderen Dolphin Watch Alliance und Pro Wildlife.